# Nerw nosowo-podniebienny
Nerw nosowo-podniebienny, nerw Scarpy (łac. nervus nasopalatinus, nervus Scarpae) – w anatomii człowieka nerw zaliczany do gałęzi nosowych tylnych górnych przyśrodkowych odchodzących od zwoju skrzydłowo-podniebiennego. 
Biegnie po przyśrodkowej ścianie jamy nosowej (na bocznej powierzchni przegrody nosa), ku dołowi i przodowi, oddając gałęzie do błony śluzowej dolnej części przegrody nosa, którą unerwia czuciowo. Wchodzi następnie otworem przysiecznym na dnie jamy nosowej do kanału przysiecznego. W jego obrębie, razem z nerwem drugostronnym, przechodzi w swoją gałąź końcową – nerw przysieczny (nervus incisivus), który wychodzi na powierzchni dolnej podniebienia. Zaopatruje on błonę śluzową przedniej części podniebienia do linii łączącej oba kły. 
Nerw nosowo-podniebienny tworzy zespolenia z gałęzią zębodołową górną przednią (w obrębie jamy nosowej) oraz z nerwem podniebiennym większym (w obrębie podniebienia, już jako nerw przysieczny).
W obrębie jamy nosowej nerwowi nosowo-podniebiennemu towarzyszy tętnica nosowa tylna przegrody. 
Nazwa eponimiczna upamiętnia włoskiego anatoma i chirurga Antonia Scarpę.